# Villafranca Montes de Oca
Villafranca Montes de Oca község Spanyolországban, Burgos tartományban. Villafranca Montes de Oca Villambistia, Belorado, Rábanos, Villasur de Herreros, Arlanzón, Arraya de Oca, Cerratón de Juarros, Valle de Oca és Espinosa del Camino községekkel határos. Lakosainak száma 122 fő (2024).

## Népesség
A település népessége az utóbbi években az alábbiak szerint változott:
| Lakosok száma | 207  | 174  | 155  | 140  | 147  | 134  | 125  | 122  | 115  | 122  |
|               | 2001 | 2004 | 2006 | 2009 | 2011 | 2014 | 2016 | 2019 | 2021 | 2024 |